# Eugerres
Eugerres es un género de peces de la familia Gerreidae. Fue descrito por David Starr Jordan y Barton Warren Evermann en 1927.

## Especies
- Eugerres axillaris (Günther, 1864)
- Eugerres brasilianus (G. Cuvier, 1830)
- Eugerres brevimanus (Günther, 1864)
- Eugerres lineatus (Humboldt, 1821)
- Eugerres mexicanus (Steindachner, 1863)
- Eugerres periche (Evermann & Radcliffe, 1917)
- Eugerres plumieri (G. Cuvier, 1830)